# Wang Lina
Wang Lina (chiń. 汪麗娜; pinyin Wāng Lìnà; ur. 30 marca 1997 r. w prowincji Heilongjiang) – chińska bokserka, złota i brązowa medalistka mistrzostw świata, srebrna medalistka mistrzostw Azji. Występowała w kategoriach od 70 do 81 kg.

## Kariera
W listopadzie 2018 roku zdobyła złoty medal na mistrzostwach świata w Nowym Delhi w kategorii do 81 kg. W pierwszej rundzie pokonała Kanadyjkę Mariję Curran, w ćwierćfinale okazała się lepsza od Amerykanki Krystali Grahamy. W walce o finał wygrała z Turczynką Elifą Günerią. W decydującym pojedynku pokonała Kolumbijkę Jessicę Caicedo 5:0.
Rok później w kwietniu podczas mistrzostw Azji w Bangkoku zdobyła srebrny medal w kategorii do 81 kg, przegrywając w finale z Pooją Rani z Indii. W półfinale pokonała jednogłośnie na punkty Wietnamkę Nguyễn Thị Hương. W październiku zdobyła brązowy medal mistrzostw świata rozegranych w Ułan Ude. W półfinale lepsza okazała się Rosjanka Ziemfira Magomiedalijewa.